# Ziridava brevicellula
Ziridava brevicellula là một loài bướm đêm trong họ Geometridae.